# Europees besluit
Een Europees besluit (vroeger beschikking) is een wetgevend instrument van de Europese Unie. Het besluit kent zijn oorsprong in artikel 288 van het Verdrag betreffende de werking van de Europese Unie. Een besluit is verbindend in al zijn onderdelen. Indien de adressaten worden vermeld, is het alleen voor hen verbindend.
Een besluit wordt genomen door de Raad van de Europese Unie, al dan niet samen met het Europees Parlement, of door de Europese Commissie. Het is een gerichte toepassing van een algemene regel waarmee wordt beslist over een rechtssubject of een groep rechtssubjecten. Onder deze algemene regel kunnen worden begrepen regels van primair of secundair gemeenschapsrecht.
De instellingen kunnen bij een besluit van een lidstaat of een Europees burger eisen dat het iets doet of niet doet, of hem rechten toekent of verplichtingen oplegt.

## Verbindendheid
Een besluit is verbindend in al zijn onderdelen voor degene(n) tot wie het is gericht.

## Geen algemene strekking
Net als de beschikking in het bestuursrecht, heeft een besluit van een instelling van de EU geen algemene strekking. Het is uitdrukkelijk gericht op een lidstaat, een EU-burger, of een bepaalde groep EU-burgers (adressaten).

## Rechtsmiddelen
Tegen een besluit van een instelling van de EU (bijvoorbeeld de Europese Commissie) staan rechtsmiddelen open. Men kan in bezwaar en vervolgens beroep bij de ter zake bevoegde instantie. Voor wat betreft het beroep gaat het bij EU-besluiten om het Gerecht van eerste aanleg en vervolgens het Hof van Justitie.

## Voorbeelden EU-besluiten
- Verbod lidstaat op treffen steunmaatregelen
- Boeteoplegging
- Ontheffing kartelverbod